# Cornelia Funke
Cornelia Funke (Dorsten, Renania del Norte-Westfalia, 10 de diciembre de 1958) es una escritora alemana de literatura infantil y juvenil.

## Biografía
Después de graduarse en la Escuela Secundaria de Santa Úrsula  en Dorsten, Funke obtuvo un título de educación teórica en Hamburgo. Estudió pedagogía e ilustración y pronto empezó a trabajar como ilustradora de libros infantiles y a escribir para el público joven. También deseó convertirse en piloto o vivir con los pieles rojas. Posteriormente, trabajó tres años como trabajadora social para niños desfavorecidos. Las historias de esos niños la inspiraron a que escribiera e ilustrara sus libros.
Ha escrito más de 40 libros para niños y jóvenes. En 2005 fue elegida por la revista Time como una de las cien personas más influyentes del mundo.

### Reckless (Mundo del Espejo)
Publicado el 14 de septiembre de 2010 en más de doce idiomas simultáneamente. Este nuevo mundo de Cornelia Funke nos lleva a un universo detrás del espejo. Un universo donde los cuentos de la infancia cobran vida. Las aventuras de un joven mundo paralelo. Apasionante historia en la que se recorren cuentos viejos tradicionales de los cinco continentes. En las dos primeras entregas: Reckless. Carne de piedra y Reckless. Sombras vivas, los cuentos tradicionales proceden del mundo europeo.
- Reckless. Carne de piedra (2010) (publicado en en Latinoamérica como El goyl de Jade).[3]
- Reckless. Sombras vivas (noviembre, 2012) (publicado en en Latinoamérica como Sombras Vivientes).[4]
- Reckless. El hilo de oro (noviembre, 2015)
- Reckless. La estela de plata (mayo, 2022) (publicado en en Latinoamérica como Tras el rastro de plata).[5]

### Mundo de Tinta
Su novela más ambiciosa hasta la publicación de Reckless es Corazón de tinta (Tintenherz, 2003), en la que el mal de los libros puede cobrar vida gracias a la extraordinaria capacidad lectora de los protagonistas.
- Corazón de tinta (2004)
- Sangre de tinta (2005)
- Muerte de tinta (2008)
- El color de la venganza (2023)

### Hugo el fantasma
- Hugo tras una pista helada (Gespensterjäger auf eisiger Spur, 2002)
- Hugo en el castillo del terror (Gespensterjäger in der Gruselburg, 2002)
- Hugo atrapado en la ciénaga (2003)
- Hugo y la columna de fuego (2003)

### Las Gallinas Locas
Las Gallinas Locas es una serie de libros que narra las aventuras de cuatro chicas (Sardine, Frida, Melanie y Trude) que un buen día deciden formar una pandilla. Pero la pandilla de unos chicos, Los Pigmeos, no parará de molestarles. Más tarde se les unirá una quinta gallina llamada Wilma, que se encargará de espiar a los Pigmeos ya que es muy buena en ello.
- Las Gallinas Locas 1. Una pandilla genial (2005)
- Las Gallinas Locas 2. Un viaje con sorpresa (2005)
- Las Gallinas Locas 3. ¡Que viene el zorro! (2006)
- Las Gallinas Locas 4. El secreto de la felicidad (2006)
- Las Gallinas Locas 5. Las Gallinas Locas y el amor (2007)

### Otros títulos
- Die große Drachensuche (1988)
- Dos brujitas salvajes (1994)
- No hay galletas para los duendes (1994)
- Berta y Búha, cuidadoras de perros (1995)
- El dragón de la luz de luna (1996)
- Princesa Isabella (1997)
- Leselöwen-Tiergeschichten (1997)
- ¡Apártate de Mississippi! (1997)
- El jinete del dragón (1997)
- Leselöwen-Dachbodengeschichten (1998)
- Igraín la valiente (1998)
- Dicke Freundinnen (1998)
- Jule y los piratas patosos (1999)
- Mick und Mo im Wilden Westen (2000)
- El señor de los ladrones (2000)
- El misterioso caballero sin nombre (2001)
- Cuando Papá Noel cayó del cielo (2001)
- El pequeño hombre lobo (2002)
- Emma y el genio azul (2002)
- El capitán Barbaspín y su cuadrilla (2003)
- Detrás de las ventanas encantadas (2003)
- El hada de la suerte (2003)
- Potilla y el ladrón de gorros (2004)
- Mick und Mo im Weltraum (2004)
- Lili, Leto y el demonio del mar (2004)
- El hermano más salvaje (2004)
- Cornelia Funke cuenta cuentos (2004)
- Zarpalanas, la mejor mascota (2005)
- El hermano mayor de Rosana (2005)
- El capitán Barbaspín en la isla del tesoro (2006)
- Leselöwen-Strandgeschichten (2007)
- Historias de Ana (2007)
- El monstruo del planeta azul (2008)
- Wo das Glück wächst (2008)
- Der verlorene Wackelzahn (2008)
- El ángel perdido (2009)
- Das verzauberte Klassenzimmer (2009)
- Riesengroßes Hexenpech (2010)
- Leselöwen-Rittergeschichten (2011)
- El caballero fantasma (2011)
- Dicke Freundinnen und der beste Dieb der Welt (2011)
- Mein Reckless Märchenbuch (2012)
- El monstruo del planeta azul (2012)
- Tintenherz. Die Jubiläumsausgabe (2013)
- Geheimversteck und Geisterstunde (2013)
- Leselöwen-Ritter, Schwert und Drachenblut (2013)
- Un palacio de cristal (2014)
- Drachenspuk und Monsterschreck (2014)
- Katzen, Hunde, freche Ziegen (2014)
- Spiegelwelt (2015)
- Sonne, Strand und ganz viel Meer (2015)
- La pluma del grifo (2016)
- Hexe Alma verhext sich (2016)
- Fabers Schatz (2016)

Las principales obras de Cornelia Funke se hallan igualmente traducidas a las otras lenguas de España (gallego, catalán, euskera).